# Gruchet-le-Valasse
 (juillet 2022).
La mise en forme du texte ne suit pas les recommandations de Wikipédia : il faut le « wikifier ».
Les points d'amélioration suivants sont les cas les plus fréquents. Le détail des points à revoir est peut-être précisé sur la page de discussion.
- Les titres sont pré-formatés par le logiciel. Ils ne sont ni en capitales, ni en gras.
- Le texte ne doit pas être écrit en capitales (les noms de famille non plus), ni en gras, ni en italique, ni en « petit »…
- Le gras n'est utilisé que pour surligner le titre de l'article dans l'introduction, une seule fois.
- L'italique est rarement utilisé : mots en langue étrangère, titres d'œuvres, noms de bateaux, etc.
- Les citations ne sont pas en italique mais en corps de texte normal. Elles sont entourées par des guillemets français : « et ».
- Les listes à puces sont à éviter, des paragraphes rédigés étant largement préférés. Les tableaux sont à réserver à la présentation de données structurées (résultats, etc.).
- Les appels de note de bas de page (petits chiffres en exposant, introduits par l'outil «  Source ») sont à placer entre la fin de phrase et le point final[comme ça].
- Les liens internes (vers d'autres articles de Wikipédia) sont à choisir avec parcimonie. Créez des liens vers des articles approfondissant le sujet. Les termes génériques sans rapport avec le sujet sont à éviter, ainsi que les répétitions de liens vers un même terme.
- Les liens externes sont à placer uniquement dans une section « Liens externes », à la fin de l'article. Ces liens sont à choisir avec parcimonie suivant les règles définies. Si un lien sert de source à l'article, son insertion dans le texte est à faire par les notes de bas de page.
- La présentation des références doit suivre les conventions bibliographiques. Il est recommandé d'utiliser les modèles {{Ouvrage}}, {{Chapitre}}, {{Article}}, {{Lien web}} et/ou {{Bibliographie}}. Le mode d'édition visuel peut mettre en forme automatiquement les références.
- Insérer une infobox (cadre d'informations à droite) n'est pas obligatoire pour parachever la mise en page.

Pour une aide détaillée, merci de consulter Aide:Wikification.
Si vous pensez que ces points ont été résolus, vous pouvez retirer ce bandeau et améliorer la mise en forme d'un autre article.
Gruchet-le-Valasse (gRyʃɛ.lə.valas) est une commune française située dans le département de la Seine-Maritime (76) en région Normandie.
Ses habitants sont appelés les Gruchetains et les Gruchetaines.

## Géographie

### Localisation
| Bolbec                 | Lanquetot Beuzevillette | Lintot             |
|                        | Gruchet-le-Valasse      | La Trinité-du-Mont |
| Saint-Antoine-la-Forêt |                         | Lillebonne         |

La commune se trouve au sud-ouest du plateau de Caux, à proximité de l'estuaire de la Seine. Elle est traversée par la rivière du Commerce.

### Hydrographie
La commune est située dans le bassin Seine-Normandie. Elle est drainée par la rivière du Commerce et le cours d'eau 01 de la commune de Lillebonne,,.
La Commerce, d'une longueur de 15 km, prend sa source dans la commune de Bolbec et se jette  dans la Seine à Lillebonne, après avoir traversé quatre communes. Les caractéristiques hydrologiques de le Commerce sont données par la station hydrologique située sur la commune. Le débit moyen mensuel est de 0,201 m3/s. Le débit moyen journalier maximum est de 3,69 m3/s, atteint lors de la crue du 26 décembre 1999. Le débit instantané maximal est quant à lui de 8,03 m3/s, atteint le même jour.
Deux plans d'eau complètent le réseau hydrographique : la mare aux Loups (0,01 ha) et la mare Trancard (0,02 ha),.

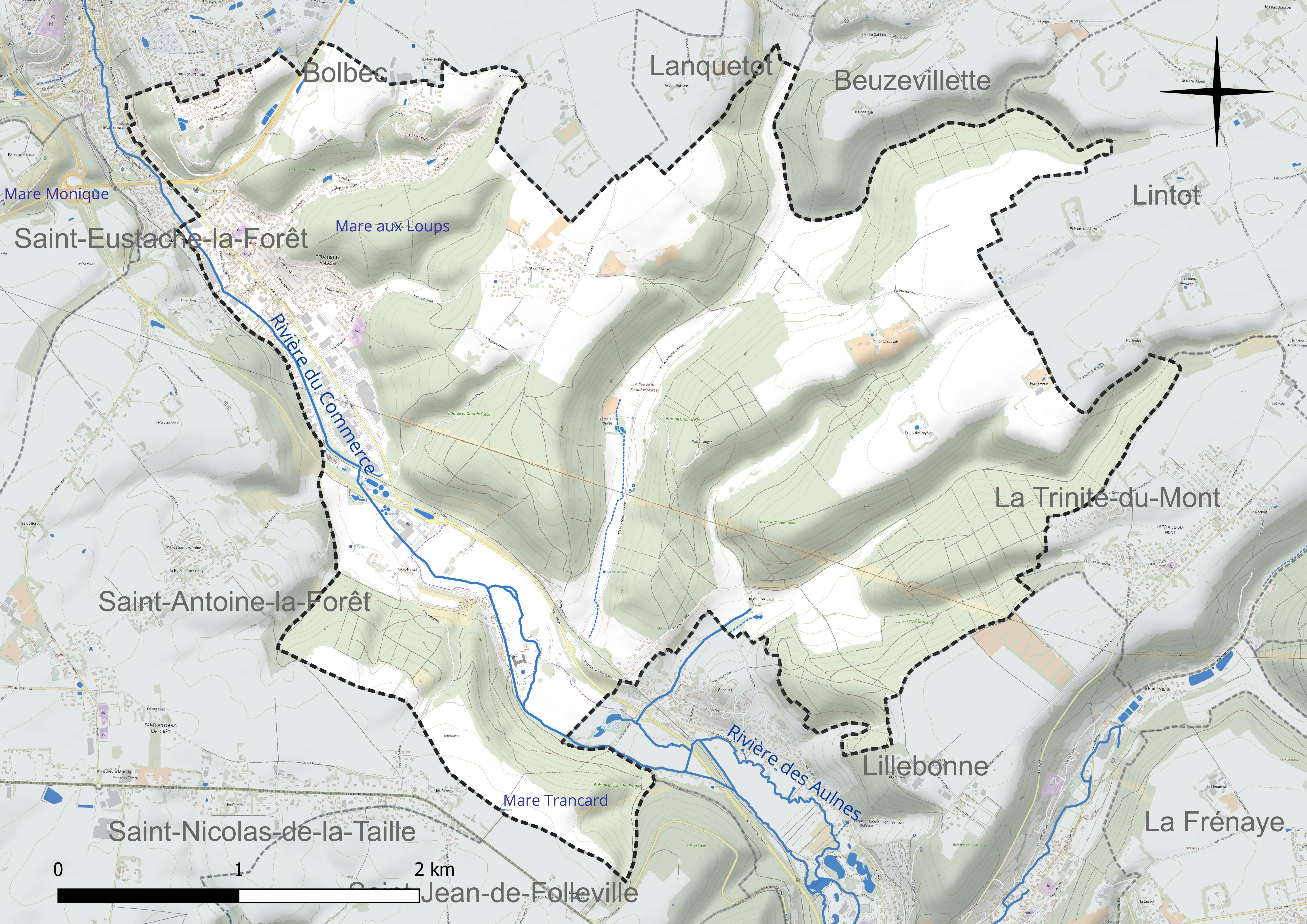
Réseau hydrographique de Gruchet-le-Valasse.

### Climat
Pour des articles plus généraux, voir Climat de la Normandie et Climat de la Seine-Maritime.
En 2010, le climat de la commune est de type climat océanique franc, selon une étude du CNRS s'appuyant sur une série de données couvrant la période 1971-2000. En 2020, Météo-France publie une typologie des climats de la France métropolitaine dans laquelle la commune est exposée à un climat océanique et est dans la région climatique Côtes de la Manche orientale, caractérisée par un faible ensoleillement (1 550 h/an) ; forte humidité de l’air (plus de 20 h/jour avec humidité relative > 80 % en hiver), vents forts fréquents. Parallèlement le GIEC normand, un groupe régional d’experts sur le climat, différencie quant à lui, dans une étude de 2020, trois grands types de climats pour la région Normandie, nuancés à une échelle plus fine par les facteurs géographiques locaux. La commune est, selon ce zonage, exposée à un « climat maritime », correspondant au Pays de Caux, frais, humide et pluvieux, légèrement plus frais que dans le Cotentin.
Pour la période 1971-2000, la température annuelle moyenne est de 10,7 °C, avec une amplitude thermique annuelle de 13,9 °C. Le cumul annuel moyen de précipitations est de 869 mm, avec 12,3 jours de précipitations en janvier et 8,2 jours en juillet. Pour la période 1991-2020, la température moyenne annuelle observée sur la station météorologique la plus proche, située sur la commune de Petiville à 13 km à vol d'oiseau, est de 12,0 °C et le cumul annuel moyen de précipitations est de 844,9 mm,. Pour l'avenir, les paramètres climatiques de la commune estimés pour 2050 selon différents scénarios d’émission de gaz à effet de serre sont consultables sur un site dédié publié par Météo-France en novembre 2022.

### Voies de communication et transports

#### Voies routières
La commune est desservie par :
- la départementale : D173 ;
- la départementale : D487 ;
- la départementale : D6015.

#### Transports en commun
La ligne no 500 depuis le 1er septembre 2022 du réseau d’autocars de la région Normandie dont les terminus sont Caudebec en Caux (Rive-en-Seine) et Le Havre.

## Urbanisme

### Typologie
Au 1er janvier 2024, Gruchet-le-Valasse est catégorisée ceinture urbaine, selon la nouvelle grille communale de densité à sept niveaux définie par l'Insee en 2022.
Elle appartient à l'unité urbaine de Bolbec, une agglomération intra-départementale regroupant cinq  communes, dont elle est une commune de la banlieue,,. Par ailleurs la commune fait partie de l'aire d'attraction du Havre, dont elle est une commune de la couronne,. Cette aire, qui regroupe 116 communes, est catégorisée dans les aires de 200 000 à moins de 700 000 habitants,.

### Occupation des sols
L'occupation des sols de la commune, telle qu'elle ressort de la base de données européenne d’occupation biophysique des sols Corine Land Cover (CLC), est marquée par l'importance des forêts et milieux semi-naturels (56 % en 2018), une proportion sensiblement équivalente à celle de 1990 (55,9 %). La répartition détaillée en 2018 est la suivante : forêts (56 %), terres arables (18,1 %), prairies (17,4 %), zones urbanisées (8,4 %), zones industrielles ou commerciales et réseaux de communication (0,1 %). L'évolution de l’occupation des sols de la commune et de ses infrastructures peut être observée sur les différentes représentations cartographiques du territoire : la carte de Cassini (XVIIIe siècle), la carte d'état-major (1820-1866) et les cartes ou photos aériennes de l'IGN pour la période actuelle (1950 à aujourd'hui).

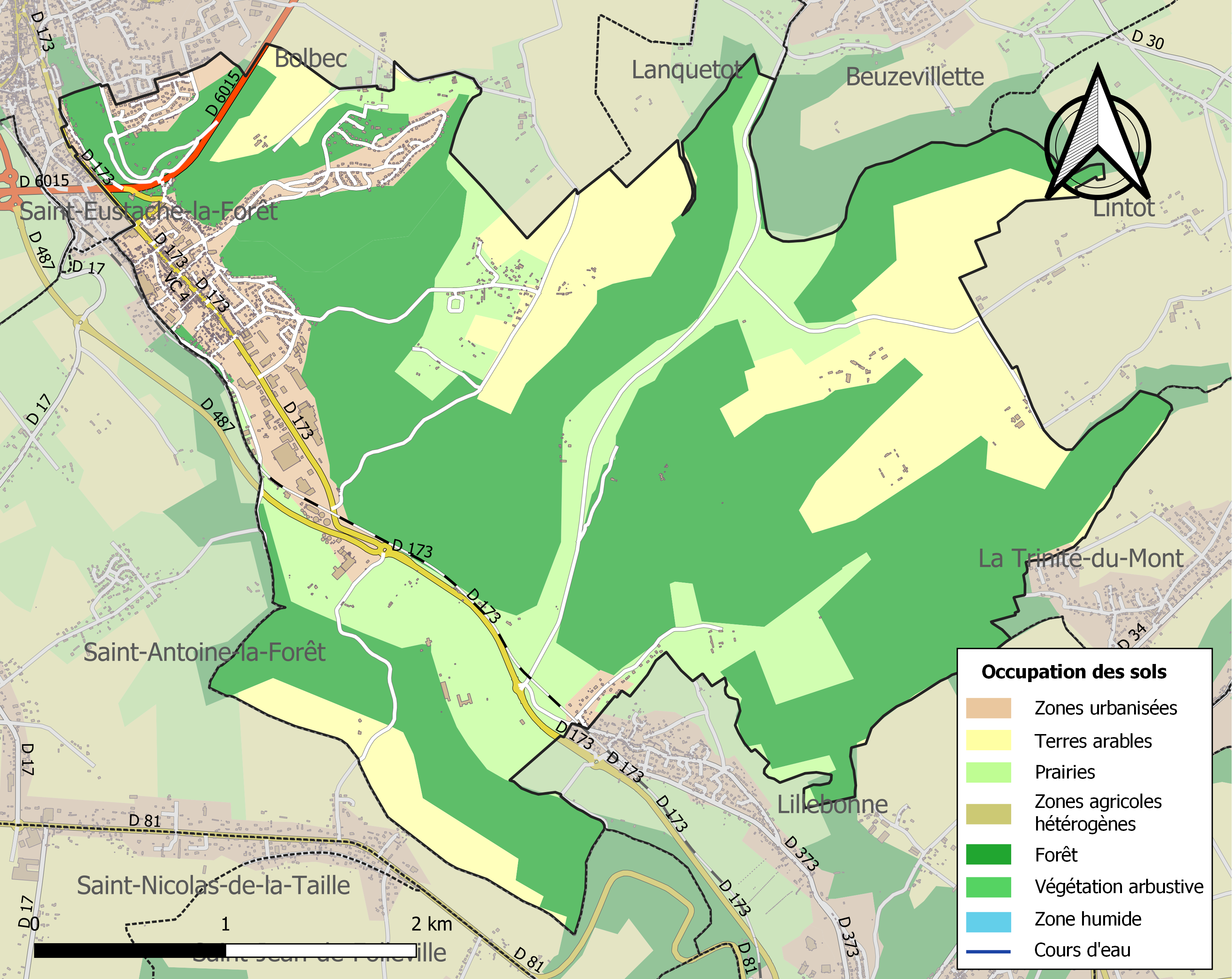
Carte des infrastructures et de l'occupation des sols de la commune en 2018 (CLC).

## Toponymie
La commune actuelle est formée de la réunion des communes de Gruchet et du Valasse par ordonnance royale du 14 juillet 1830.
Gruchet, est attesté sous les formes Grocet entre 1165 et 1185, Grocheto en 1210.
Le Valasse, ancienne paroisse réunie à celle de Gruchet sous le nom de Gruchet-le-Valasse est attestée sous la forme, Vallis Aszonis sans date (Charte de Galeran comte de Meulan), Valacia en 1172, 1173 et 1182, Valle Aceii en 1212.

### Artères, voies et rues
Les rues principales de la commune sont : rue Charles-de-Gaulle, rue du Maréchal-Foch, rue de l’Abbaye.
Parmi les nombreuses rues :
- rue du Pilori : anciennement emplacement du pilori ;
- rue du Couvent : au XIXe siècle, des sœurs de l'ordre de la Compassion occupent une maison en brique ;
- impasse des Frères-Doudement : nommée depuis le nom des trois frères Doudement, tombés lors de la Première Guerre mondiale.

## Histoire

### Des origines à la fondation de l'abbaye
Les premiers habitants de la région du pays de Caux sont le peuple des Calètes. Un peuple venant du territoire de la Belgique actuelle. Loin de l’idée que la Gaule était une nation, elle était au contraire composée de plusieurs peuples ou tribus.
Le nom des calètes serait synonyme de « brave » ou « rude ». Ce peuple rejoint les coalitions contre Rome en 57 et 52 av. J.-C..
La commune est placée sur deux voies romaines, celle qui allait de Juliobona (Lillebonne) à Étretat en passant par le coteau de Saint-Antoine-la-Forêt et celle qui, passant par le Fond-de-la-Roche, allait de Lillebonne à Fauville. Le territoire de Gruchet-le-Valasse fait partie de la forêt de Lillebonne, d’abord forêt mérovingienne, puis ducale, à partir de l’installation des Normands.
La première fondation de l’abbaye Notre-Dame du Vœu remonte aux environs de 1145. Fondée à l’initiative de Galéran IV de Meulan grâce au financement de Mathilde l'Emperesse, princesse de Normandie, mariée à Henri IV, empereur du Saint-Empire romain puis à Henri Plantagenêt. Elle est implantée à Gruchet, sur le domaine ducal de Lillebonne, sur une terre tenue du duc par Renaud de Gerponville, vassal qui a accompagné Galéran de Meulan en Terre Sainte. Il souscrit une charte par laquelle la reine Mathilde donne à l'abbaye du Valasse une terre située à Gruchet, 1164-1167. Galéran était seigneur d'une partie de Gruchet depuis qu'il avait reçu la Haie-Lintôt de son beau-frère Simon d'Évreux.

#### La Vallée d'or
En 1830, les communes de Gruchet et du Valasse sont réunies sous le nom de : Gruchet-le-Valasse.

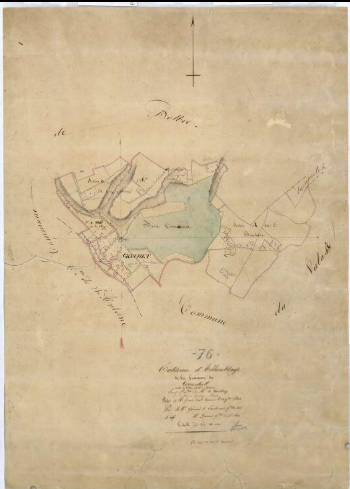
Cadastre de Gruchet, 1822.

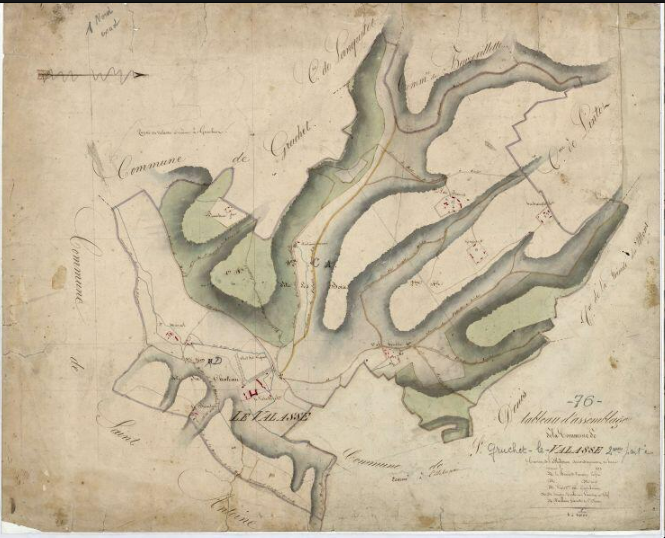
Cadastre du Valasse, 1822.

Le développement de l’industrie textile dans la région est à l’origine de l’essor de la commune mais aussi de celui des communes limitrophes comme Bolbec.
Les grandes familles bourgeoises, en majorité protestantes, créent et font prospérer des manufactures de tissus, et notamment la technique emblématique de la région : les indiennes. Ces usines sont donc appelées des « indienneries ». En 1785, les manufactures de Daniel Lemaître et de Pierre Pouchet imprimaient respectivement 8 000 et 400 pièces annuelles.

Ces familles exercent dans plusieurs domaines d’activités en plus de l’industrie. À la fin du XVIIIe siècle et jusqu’à la fin du XIXe siècle, c’est dans la terre que se trouve l’aisance économique. C’est pourquoi les différentes grandes familles de Gruchet-le-Valasse se diversifient et investissent dans le domaine agricole, et se lancent en politique. Ces activités sont intimement liées. 
« Tous étaient laboureurs, souvent propriétaires, tout au moins d’une partie des terres qu’ils mettaient en valeur, mais cette activité leur laissait d’autant plus loisirs que les familles étaient nombreuses : les femmes et les filles nous sont connues comme fileuses, profession souvent citée dans les actes paroissiaux du Pays de Caux ».

#### XXe–XXIesiècle
La commune compte sa part de victimes durant les deux conflits mondiaux. Elle verra s’installer des citadins qui fuient les villes, les bombardements, l’Occupation.[réf. nécessaire]
Depuis la période de la Reconstruction, Gruchet-le-Valasse connait, une forte désindustrialisation.[réf. nécessaire]

## Politique et administration

### Liste des maires
| Période                                  | Période      | Identité                  | Étiquette                  | Qualité |
| ---------------------------------------- | ------------ | ------------------------- | -------------------------- | --- |
| Les données manquantes sont à compléter. |              |                           |                            | |
| 1879                                     |              | Capelle                   |                            | Teinturier |
|                                          | 1882 (décès) | Henry-Auguste Desgenétais | Droite                     | Filateur |
| 1889                                     | 1894         | André Piérard             |                            | |
| Les données manquantes sont à compléter. |              |                           |                            | |
|                                          | 1906         | Louis Desgenétais         |                            | |
| 1910                                     | 1919         | G. de Castelbajac         |                            | Industriel |
|                                          | 1921         | A. Ozanne                 |                            | |
| 16 mai 1921                              |              | G. de Castelbajac         |                            | Industriel |
| Les données manquantes sont à compléter. |              |                           |                            | |
| 1932                                     | 1937         | Léon Gernez               |                            | Chirurgien |
| mars 1971                                | mars 2001    | Claude Laplace            | DVD                        | Retraité, suppléant du député Charles Revet                                                                          |
| mars 2001                                | En cours     | Didier Peralta            | UDI (PR) puis MRSL puis PR | Cadre de banque Conseiller régional de Normandie (2015 → ) Vice-président de la CA Caux Vallée de Seine (2014 → ) ,. |

### Politique de développement durable
La commune a engagé une politique de développement durable en lançant une démarche d'Agenda 21 en 2009.

### Jumelages
Redditch (Royaume-Uni)

## Population et société

### Démographie

#### Évolution démographique
L'évolution du nombre d'habitants est connue à travers les recensements de la population effectués dans la commune depuis 1793. Pour les communes de moins de 10 000 habitants, une enquête de recensement portant sur toute la population est réalisée tous les cinq ans, les populations de référence des années intermédiaires étant quant à elles estimées par interpolation ou extrapolation. Pour la commune, le premier recensement exhaustif entrant dans le cadre du nouveau dispositif a été réalisé en 2006.

En 2022, la commune comptait 3 026 habitants, en évolution de −4,03 % par rapport à 2016 (Seine-Maritime : +0,35 %, France hors Mayotte : +2,11 %).
| 1793  | 1800  | 1806  | 1821  | 1831  | 1836  | 1841  | 1846  | 1851  |
| ----- | ----- | ----- | ----- | ----- | ----- | ----- | ----- | ----- |
| 1 004 | 1 062 | 1 069 | 1 224 | 1 170 | 1 345 | 1 406 | 1 558 | 1 505 |

| 1856  | 1861  | 1866  | 1872  | 1876  | 1881  | 1886  | 1891  | 1896  |
| ----- | ----- | ----- | ----- | ----- | ----- | ----- | ----- | ----- |
| 1 538 | 1 463 | 1 550 | 1 661 | 1 750 | 1 848 | 1 848 | 1 842 | 1 866 |

| 1901  | 1906  | 1911  | 1921  | 1926  | 1931  | 1936  | 1946  | 1954  |
| ----- | ----- | ----- | ----- | ----- | ----- | ----- | ----- | ----- |
| 1 805 | 1 747 | 1 765 | 1 563 | 1 653 | 1 591 | 1 529 | 1 544 | 1 682 |

| 1962  | 1968  | 1975  | 1982  | 1990  | 1999  | 2006  | 2011  | 2016  |
| ----- | ----- | ----- | ----- | ----- | ----- | ----- | ----- | ----- |
| 1 807 | 1 855 | 1 819 | 2 317 | 2 787 | 2 682 | 2 545 | 2 940 | 3 153 |

| 2021  | 2022  | - | - | - | - | - | - | - |
| ----- | ----- | - | - | - | - | - | - | - |
| 3 074 | 3 026 | - | - | - | - | - | - | - |

#### Pyramide des âges
En 2018, le taux de personnes d'un âge inférieur à 30 ans s'élève à 37,1 %, soit au-dessus de la moyenne départementale (36,5 %). À l'inverse, le taux de personnes d'âge supérieur à 60 ans est de 24,3 % la même année, alors qu'il est de 26,0 % au niveau départemental.
En 2018, la commune comptait 1 521 hommes pour 1 642 femmes, soit un taux de 51,91 % de femmes, légèrement supérieur au taux départemental (51,90 %).
Les pyramides des âges de la commune et du département s'établissent comme suit.
| Hommes | Classe d’âge | Femmes |
| ------ | ------------ | ------ |
| 0,6    | 90 ou +      | 1,2    |
| 5,2    | 75-89 ans    | 8,4    |
| 16,6   | 60-74 ans    | 16,5   |
| 17,8   | 45-59 ans    | 17,9   |
| 21,6   | 30-44 ans    | 19,9   |
| 14,5   | 15-29 ans    | 14,7   |
| 23,7   | 0-14 ans     | 21,4   |

| Hommes | Classe d’âge | Femmes |
| ------ | ------------ | ------ |
| 0,7    | 90 ou +      | 1,8    |
| 6,7    | 75-89 ans    | 9,6    |
| 16,7   | 60-74 ans    | 18     |
| 19,4   | 45-59 ans    | 19     |
| 18,5   | 30-44 ans    | 17,5   |
| 19,2   | 15-29 ans    | 17,4   |
| 18,9   | 0-14 ans     | 16,7   |

## Culture locale et patrimoine

### Lieux et monuments
- Château du Valasse, ancienne abbaye cistercienne Notre-Dame du Vœu. L'ancienne abbaye du Valasse du XIIe – XVIIIe siècle. Fondée en 1157 par l'impératrice Mathilde. Le bâtiment change de nature en devenant une résidence privée au XIXe siècle, propriété du richissime armateur Jacques-François Begouën, puis de la famille Fauquet-Lemaître. L’édifice est inscrit aux monuments historiques par arrêté du 5 août 1943 sous l’appellation : château du Valasse, ancienne abbaye Notre-Dame-du-Vœu.
- Château des Genêts. Auguste Desgenétais, achète en 1865, le parc du château de Navarre. Il y fait construire une grande maison bourgeoise, en 1877, appelée château des Genêts du nom de la famille à l'origine de sa construction[36]. Le bâtiment est situé au milieu d'un parc. Des écuries-remises créées par l'architecte Cottard sont ajoutées aux communs déjà existants. La famille Desgenétais est l'une des familles les plus prospères de la commune. Par ses différentes alliances matrimoniales, les Desgenétais possèdent les grandes maisons de la commune. Aujourd’hui, le bâtiment a été redécoupé en plusieurs logements et est une propriété privée.
- L'église Saint-Thomas-Becket (XVIe – XIXe siècle). L’église de Gruchet-le-Valasse est l’une des premières à « être mise sous le vocable de Saint-Thomas Becket »[37]. Le bâtiment connait plusieurs constructions et destructions. En effet, en 1201, elle est donnée à l’abbaye du Valasse par l’archevêque de Rouen, Gaston de Coustance. L’église actuelle est érigée en 1894, financée par la famille Desgenétais. Les vitraux sont presque tous réalisés par les ateliers Boulenger à Rouen.
- L'hôtel de ville (fin XIXe siècle). Ancien asile, c’est-à-dire orphelinat, fondé par Célestine Leclert, sœur appartenant à l’ordre religieux des Filles de la Charité de Saint-Vincent de Paul. Les sœurs de l’ordre prendront en charge de nombreux enfants, uniquement des filles. En 1977-1978, l'établissement ferme ses portes. En effet, la Congrégation ne conserve pas l'établissement car elle manque de sœurs, pour s'occuper de la gestion et des enfants, et de moyens financiers[Note 7]. La DDASS ne reprend pas l'établissement. Les sœurs sont alors autorisées par décret ministériel à vendre la bâtisse. Les locaux de la mairie deviennent trop exigus dans la même période. Après la vente et le rachat par la commune, l’orphelinat accueille les bureaux de la mairie. Le bâtiment est aujourd’hui l’hôtel de ville.
- Château du Vieux-Gruchet. Autrefois, situé en face du château des Genêts, les deux parcs reliés par une passerelle de bois. Le château a aujourd’hui disparu, détruit par un incendie. Il est finalement rasé en 1976. Aujourd’hui, seuls les communs demeurent. Les Gruchetains désignent les bâtiments restants comme « Le Manoir ». Après avoir appartenu à la famille Boutren pendant deux siècles puis au Le Bas de Bultot puis au marquis de Lillers de 1830 à 1843 qui le restaura, il fut acheté par les Vasse, puis par Henri Auguste Desgenétais en 1880.
- Château de Tous-Vents. Édifié en 1875 par Théodore Geissler sur les ruines du château incendié par les Prussiens en 1871. Le château de Tous-Vents était la clinique de Tous-Vents, dans les années 1950. Aujourd'hui, le château a une extension et ce sont devenus des résidences privées divisées en appartement.

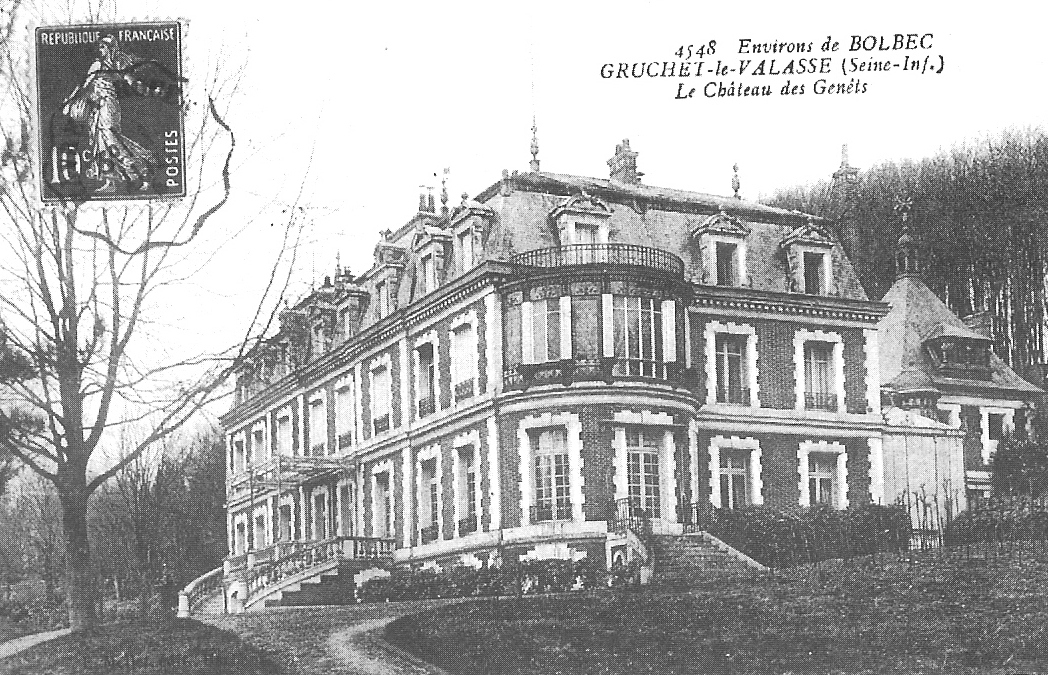
Château des Genêts, carte postale, vers 1910.
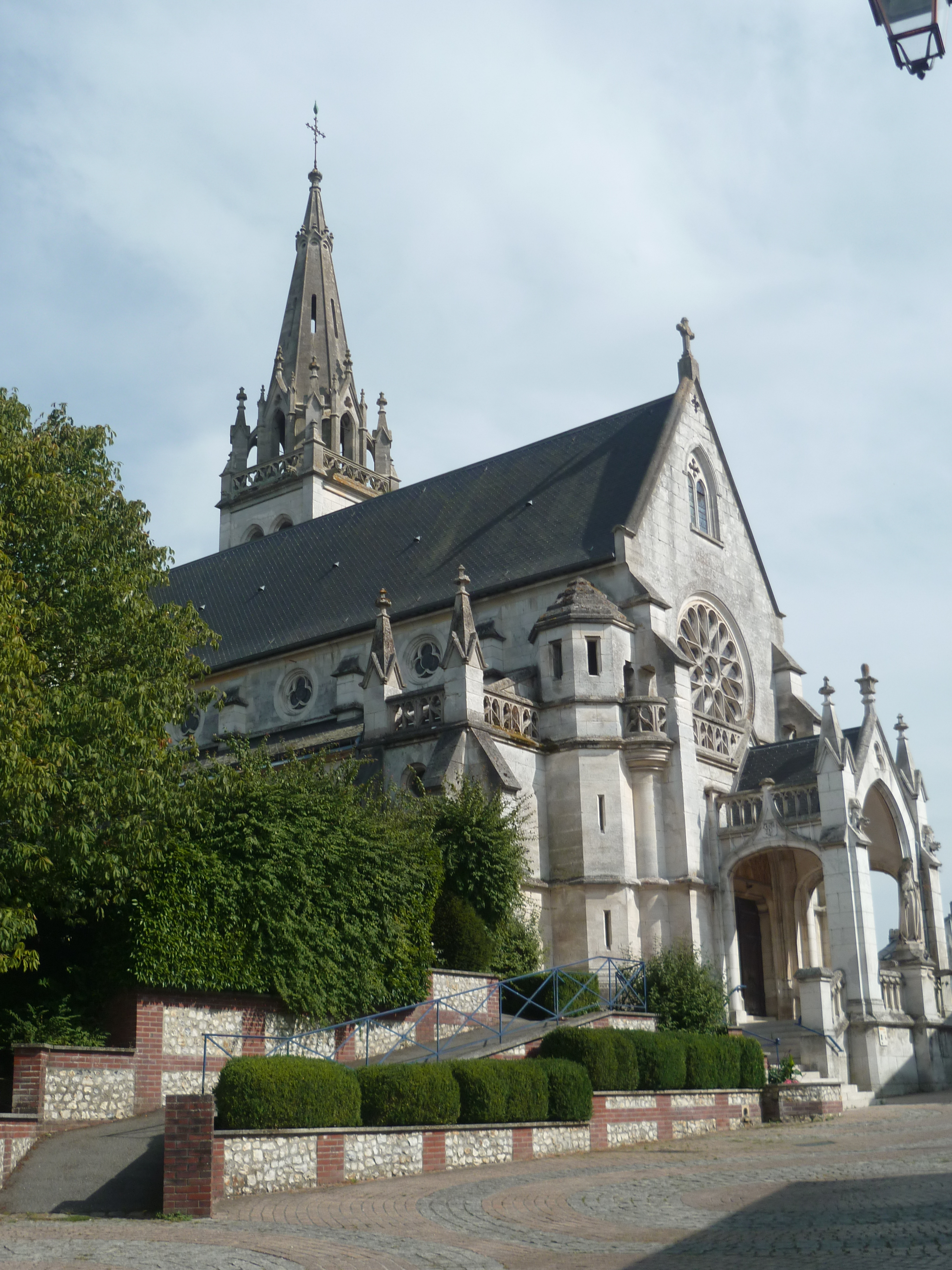
Église Saint-Thomas, 2022.
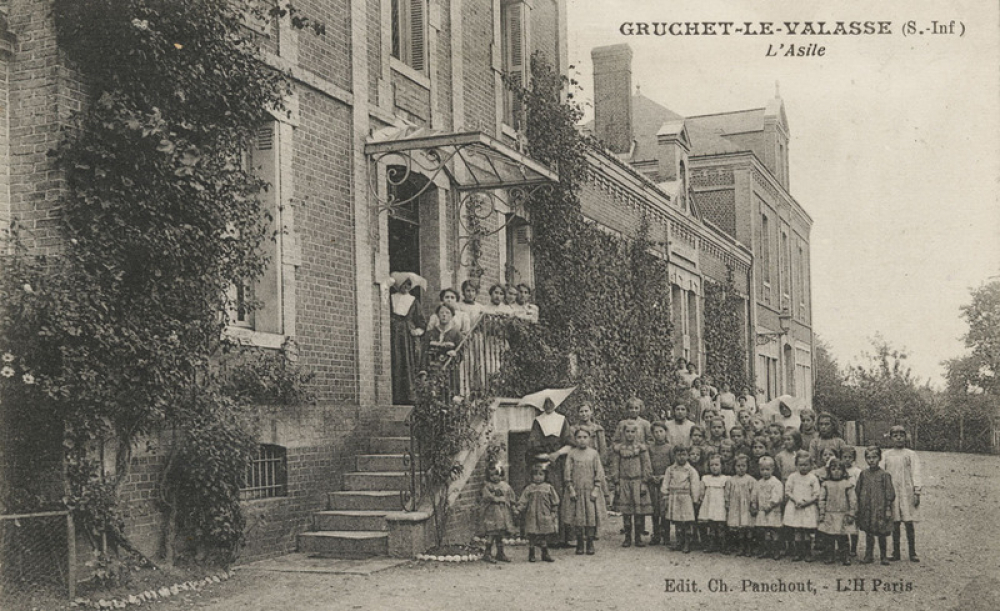
Asile des Sœurs de la Charité de Saint-Vincent de Paul, carte postale, s.d.
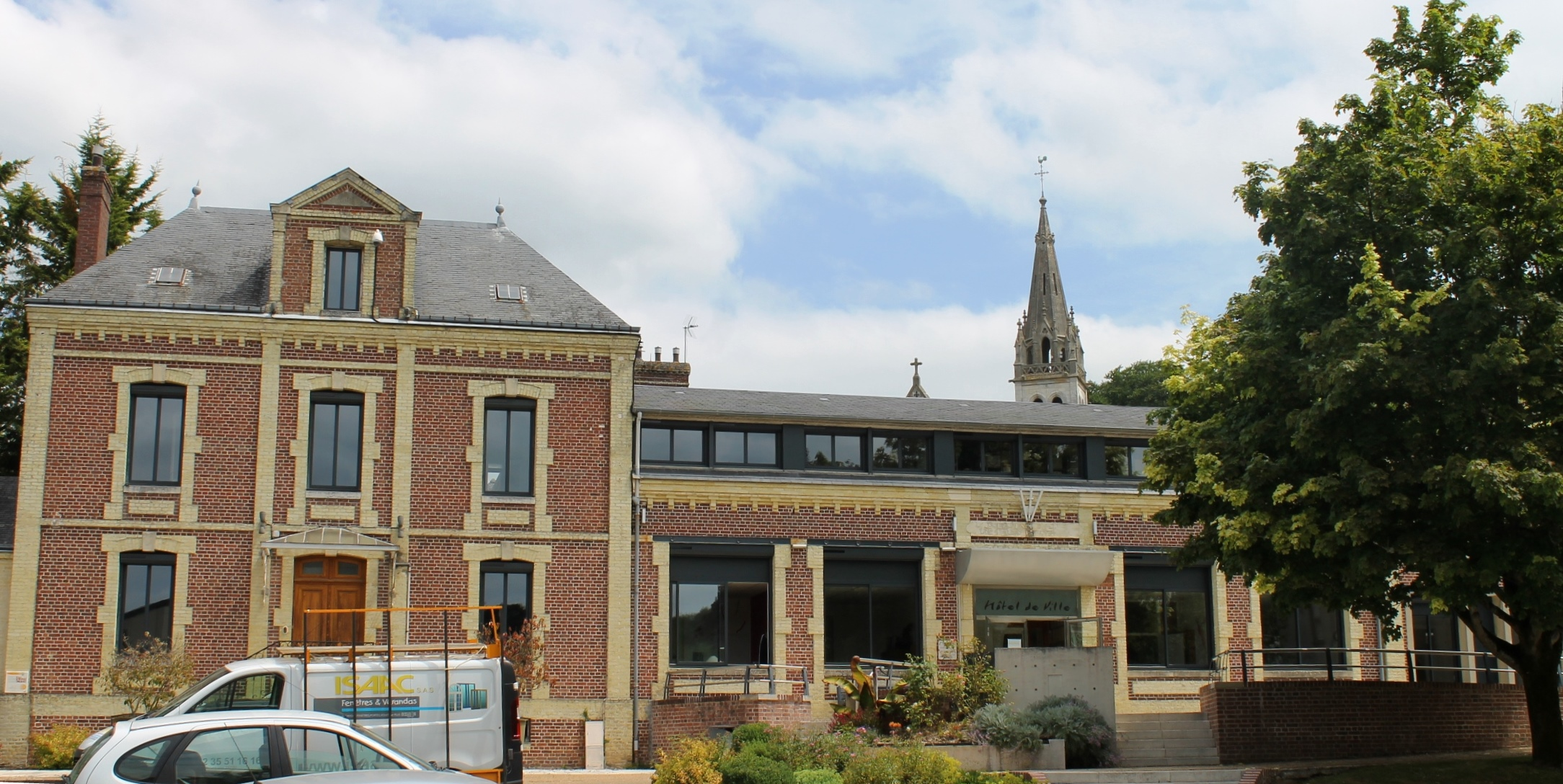
Hôtel de ville, 2022.
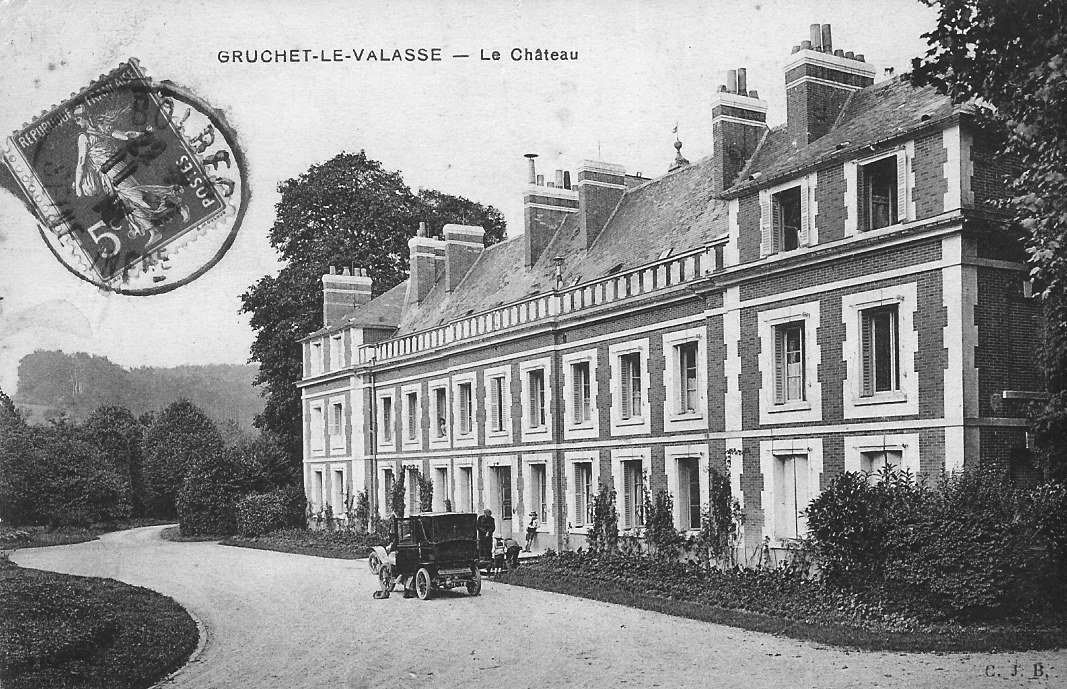
Château du vieux Gruchet, carte postale, vers 1910.
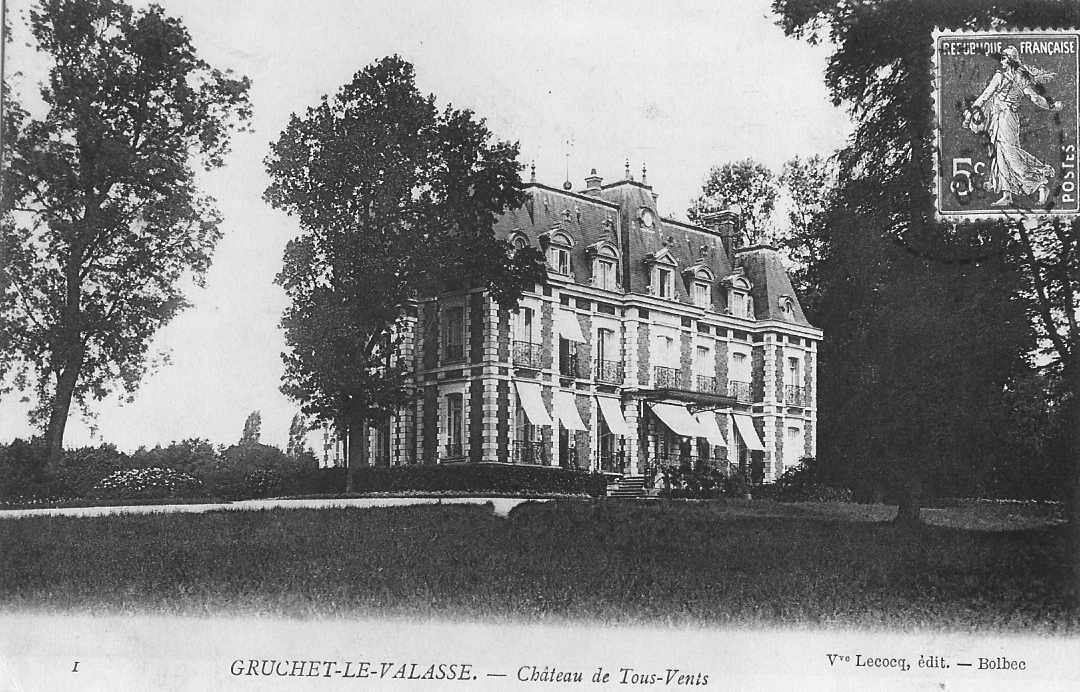
Château de Tous Vents, carte postale, vers 1910.

### Personnalités liées à la commune
- Jacques-François Begouën, mort le 17 octobre 1831 au château de Valasse, armateur négrier et homme politique.
- Louis Ézéchias Pouchet (1748-1807), né à Gruchet-le-Valasse et initiateur de la filature mécanique en Normandie. Il est le père du médecin et naturaliste Félix Archimède Pouchet et le grand-père de l'anatomiste et naturaliste Georges Pouchet. Une rue parisienne porte son nom.
- Marie Joseph Eugène Bridoux (1856-1914), général français mort au front. Son père, François Louis Joseph Bridoux, maire de la commune et ancien gendarme, a fait donner le nom de son fils à une rue de la commune.
- Grégory Gadebois, né le 24 juillet 1976 à Gruchet-le-Valasse, comédien.
- Clément Saint-Martin, né le 16 août 1991 à Gruchet-le-Valasse, coureur cycliste professionnel.

### Héraldique
| Armes de Gruchet-le-Valasse | Les armes de la commune de Gruchet-le-Valasse se blasonnent ainsi : mi-parti : au 1) de gueules aux trois léopards d’or passant l’un sur l’autre, au 2) d’or à l’aigle bicéphale couronnée d’azur. Les léopards d'or sur champ de gueules rappellent les armes de la Normandie. |